# Zulu kaMalandela
Zulu kaMalandela (1627-1709) fue el fundador del pueblo Zulú, un importante grupo étnico del sur de África. Su liderazgo marcó el origen del pueblo Zulú, que luego se convertiría en una de las naciones más influyentes en la región, especialmente bajo el mandato de Shaka Zulú en el siglo XIX.

## Biografía
Zulu kaMalandela fue el hijo de Malandela, un líder del pueblo Nguni. Tras la muerte de su padre, sus dos hijos, Qwabe y Zulu, disputaron la sucesión, lo que provocó la expulsión de Zulu y sus seguidores de la tierra natal de los Ngunis.
Después del conflicto con su hermano, Zulu kaMalandela llevó a su pueblo hacia el norte, asentándose en la región que hoy corresponde a Mozambique. Se dice que durante este tiempo tuvo contacto con los portugueses y estableció relaciones comerciales con ellos.
Fue sucedido por su hijo Mageba kaZulu, y su linaje continuó creciendo en importancia hasta la era de Shaka Zulú, quien transformó el clan en una formidable nación guerrera. La palabra "Zulu" significa "cielo" en la lengua Zulu, reflejando la aspiración y grandeza que alcanzaría su pueblo en los siglos posteriores.